# Atletismo nos Jogos Pan-Americanos de 1999 - Revezamento 4x400 m feminino
A prova do revezamento 4x400 m feminino nos Jogos Pan-Americanos de 1999 foi realizada em 30 de julho de 1999.

## Medalhistas
| Ouro                                                              | Prata                                                                              | Bronze                                                                 |
| CUB Cuba Julia Duporty Zulia Calatayud Idalmis Bonne Daimí Pernía | USA Estados Unidos Andrea Anderson Shanelle Porter Michelle Collins Yulanda Nelson | BAR Barbados Joanne Durant Andrea Blackett Melissa Straker Tanya Oxley |

### Final
| Posição          | Nação              | Nomes                                                              | Tempo   | Notas |
| ---------------- | ------------------ | ------------------------------------------------------------------ | ------- | ----- |
| Medalha de ouro  | CUB Cuba           | Julia Duporty, Zulia Calatayud, Idalmis Bonne, Daimí Pernía        | 3:26.70 |       |
| Medalha de prata | USA Estados Unidos | Andrea Anderson, Shanelle Porter, Michelle Collins, Yulanda Nelson | 3:27.50 |       |
| 3                | BAR Barbados       | Joanne Durant, Andrea Blackett, Melissa Straker, Tanya Oxley       | 3:30.72 | NR    |
| 4                | JAM Jamaica        |                                                                    | 3:30.76 |       |
| 5                | CAN Canadá         | Karlene Haughton, LaDonna Antoine, Candice Jones, Foy Williams     | 3:31.85 |       |
| 6                | COL Colômbia       |                                                                    | 3:32.87 |       |
| 7                | MEX México         |                                                                    | 3:35.86 |       |